# Tiara van paus Paulus VI

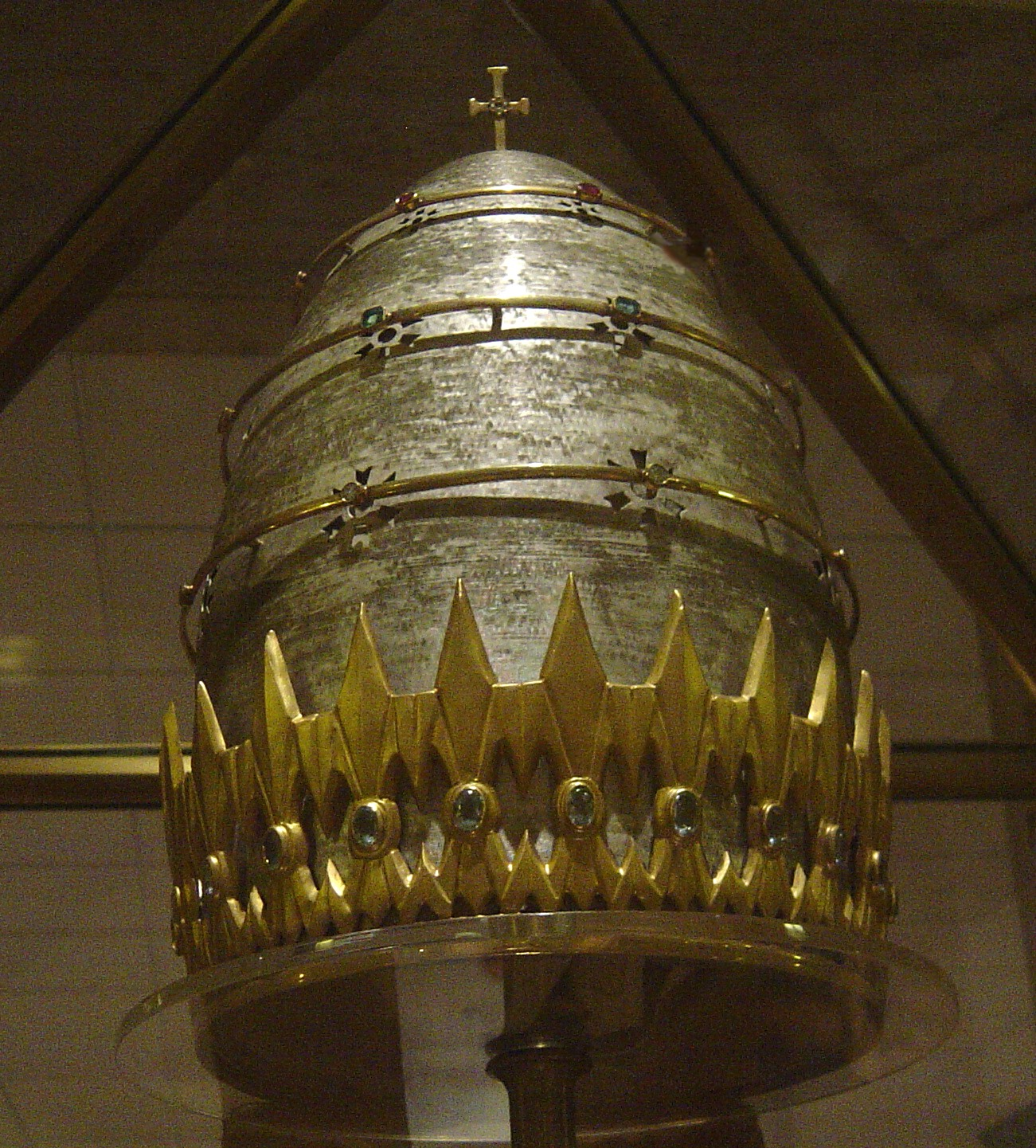
De Tiara van paus Paulus VI

De Tiara van paus Paulus VI is een pauselijke tiara die speciaal werd ontworpen voor de kroning van paus Paulus VI. Tussen 1877 en 1963 hadden de pausen gebruikgemaakt van de Palatijnse Tiara, een rijk met edelstenen versierde pauskroon, die speciaal ontworpen was voor paus Pius IX. Paus Paulus was de laatste paus die werd gekroond. 
De tiara was een geschenk van het aartsbisdom Milaan, waar Paulus voordat hij tot paus gekozen werd aartsbisschop was. De tiara was niet van goud en evenmin rijk ingelegd met edelstenen. In plaats daarvan was de kroon gemaakt van zilver en zijn er slechts enkele juwelen in verwerkt. De tiara is uitzonderlijk zwaar. Met een gewicht van 4,5 kilo is hij vijf keer zwaarder dan de Palatijnse Tiara. 
Paus Paulus VI droeg de tiara slechts een aantal keren na zijn kroning. Op 13 november 1964 legde hij de kroon, na een Heilige Mis demonstratief op het hoofdaltaar van de Sint-Pietersbasiliek ten teken dat hij afstand deed van iedere wereldlijke macht. Niet veel later werd bekendgemaakt dat de tiara zou worden geveild en dat de opbrengsten ten goede zouden komen aan de Derde Wereld. Zo ver kwam het niet. De Amerikaanse kardinaal Francis Spellman, aartsbisschop van New York, vroeg of de Amerikaanse katholieke kerk de tiara mocht kopen. Zo geschiedde en tegenwoordig is de tiara te zien in de Basiliek van het Nationaal Heiligdom van de Onbevlekte Ontvangenis in Washington D.C. Aan de tentoongestelde tiara is een permanente inzamelingsactie verbonden ten behoeve van ontwikkelingshulp. 